# Bernissartia
Bernissartia – rodzaj niewielkiego krokodylomorfa z rodziny Bernissartidae. Żył we wczesnej kredzie na terenie współczesnej Europy. Skamieniałości archozaurów należących do tego rodzaju odnaleziono w Hiszpanii, Anglii oraz Belgii – m.in. w kopalni w Bernissart, obok szczątków trzydziestu dziewięciu iguanodonów oraz dwóch innych krokodylomorfów z rodzaju Goniopholis. Bernissartia była jednym z najmniejszych krokodylomorfów w dziejach – mierzyła do 66 cm długości. Miała stosunkowo krótki i szeroki pysk. Na grzbiecie znajdowało się kilka rzędów tarczek.
Bernissartia została zaklasyfikowana przez autora naukowego opisu rodzaju, Louisa Dollo, do rodziny Bernissartidae. Lydekker (1885) włączył tę rodzinę do Goniopholididae w randze podrodziny Bernissartinae. Kälin (1955) zaliczył ją do podrzędu Eusuchia, obejmującego wszystkie żyjące współcześnie krokodyle – teoria ta została powtórzona w pracach różnych autorów, zwłaszcza Steela (1973). Odkrycia Erica Buffetauta dowiodły jednak, że Bernissartia nie należała do Crocodilia, lecz szerszego kladu Mesoeucrocodylia (dawniej Mesosuchia). Powrócono także do koncepcji Dollo i rodzaj Bernissartia umieszczono w odrębnej rodzinie. Późniejsze badania, oparte na analizie materiału kopalnego, wykazały, że Bernissartia była taksonem siostrzanym do należącego do Eusuchia krokodyla Leidyosuchus.